# ۴۸۷ (پیش از میلاد)
۴۸۷ (پیش از میلاد) ۴۸۷مین سال قبل از تقویم میلادی است.